# Снайпер 3
«Снайпер 3» (англ. Sniper 3) — direct-to-video-боевик 2004 года, режиссёра П.Дж. Пеше, с Томом Беренджером в главной роли. Сценарий для фильма написали Майкл Фрост Бекнер и Крэш Лейланд.

## Сюжет
Снайпера Томаса Беккета (Том Беренджер) нанимают представители АНБ Вильям Эвери (Денис Арндт) и Ричард Эддис (Уильям Даффи) для проведения операции по уничтожению подозреваемого главаря террористов Социалистической Республики Вьетнам, поддерживающего исламистскую организацию «Джемаа Исламия». Однако, Беккет узнаёт в нём Пола Финнегана (Джон Доман) — своего бывшего друга и сослуживца, которого он считал погибшим.
Томас начинает подозревать, что реальные мотивы его нанимателей отличаются от провозглашённых, когда на него выходит вражеский снайпер, после попытки убрать Финнегана. Бэккет ставит себе цель — добраться до сути.

## В ролях
| Актёр            | Роль           |
| ---------------- | -------------- |
| Том Беренджер    | Томас Бэккет   |
| Денис Арндт      | Вильям Эвери   |
| Байрон Манн      | Цюань          |
| Джон Доман       | Пол Финнеган   |
| Трой Уинбаш      | капитан Лэреби |
| Джиннетта Арнетт | Сидни          |
| Уильям Даффи     | Ричард Эддис   |
| Нофэнд Бунэй     | Трэн           |
| Дом Хетракул     | Чу             |

## Интересные факты
- Двух военных полицейских, которые появляются в начале фильма, зовут Мэнголд и Пенникэт, как и авторов книги «Туннели Кути» (Том Мэнголд и Джон Пеникэт), которая послужила одним из источников для сценария.
- По телевизору в мотеле Беккета транслируется фильм «Мост через реку Квай».

### Теглайны
- Всё что ему требуется — один выстрел. (англ. He only needs one shot.)
- Каждый является целью. (англ. Everyone is a target.)
- Без шансов на промах.